# قسي (اسم)
قَسِيّ هو اسم علم مذكر عربي، ومعناة هو الشديد من السير، المرذول من الأشياء.

## أعلام تحمل الاسم
- قسي بن منبه (ثقيف)
- بنو قسي